# Dalbergia bignonae
Dalbergia bignonae är en ärtväxtart som beskrevs av Jean Berhaut. Dalbergia bignonae ingår i släktet Dalbergia, och familjen ärtväxter. Inga underarter finns listade i Catalogue of Life.